# Palaua ngarduaisi
Palaua ngarduaisi је пуж из реда Stylommatophora. 

## Угроженост
Подаци о распрострањености ове врсте су недовољни.

## Распрострањење
Палау је једино познато природно станиште врсте.

## Станиште
Врста Palaua ngarduaisi има станиште на копну.